# Eberhard von Monheim
Eberhard von Monheim (* um 1275; † vor 1362) war von Mai 1328 bis Juni 1340 Ordensmeister des livländischen Zweigs des Deutschen Ordens (Landmeister von Livland des Deutschen Ordens).

## Leben
Eberhard von Monheim war 1313/1314 Komtur von Ventspils (deutsch Windau) und von 1314 bis 1328 Komtur von Kuldīga (Goldingen). Am 25. Mai 1328 wurde er zum Landmeister des Ordens gewählt.
Kurz nach seinem Amtsantritt kam es in Riga zu Aufständen gegen ihn. Am 23. Juni 1328 brannten die Letten den Ort Daugavgrīva (Dünamünde) nieder, an dem sich seit 1305 eine wichtige Festung des Ordens zur Sicherung des Ausgangs der Daugava (Düna) in die Ostsee befand. Den aufständischen Letten schlossen sich die Litauer an, die im September 1329 einen Kriegszug bis nach Paistu unternahmen. Nachdem er die Litauer zurückgedrängt hatte, belagerte Eberhard im September desselben Jahres Riga. Eine schwere Hungersnot brach in der Stadt aus. Am 17. März 1330 ergab sich Riga dem Ordensmeister. Auf seinen Befehl hin wurden die Rigaer Stadtmauern teilweise abgetragen und außerhalb der damaligen Stadtgrenze mit dem Bau einer Ordensfestung, dem späteren Rigaer Schloss, begonnen.
1340 unternahm Eberhard von Monheim einen weiteren Feldzug gegen die Litauer, der allerdings wegen des harten Winters scheiterte. Am 24. Juni 1340 trat er von seinem Amt zurück. Sein Nachfolger wurde Burchard von Dreileben, der den Orden von 1340 bis 1345 regierte. Eberhard verließ Livland und war noch bis 1346 Komtur der Kommende St. Katharina in Köln oder der Kommende Mechelen, die beide zur Kammerballei Koblenz gehörten. Letztmals ist er am 24. November 1360 als Pfleger von Mohrungen / Preußen bezeugt.